# Microcos vitiensis
Microcos vitiensis är en malvaväxtart som beskrevs av A. C. Smith. Microcos vitiensis ingår i släktet Microcos och familjen malvaväxter. Inga underarter finns listade i Catalogue of Life.